# 오늘 내일
오늘 내일은 대한민국의 프로그램이다.

## 출연자
- 김수용
- 김용만
- 박준형
- 박명수
- 심형탁